# Nationaal-liberalisme
Het nationaal-liberalisme is een stroming binnen het conservatief-liberalisme dat elementen uit het nationalisme en liberalisme combineert. Het nationaal-liberalisme ontstond in de tweede helft van de negentiende eeuw in de Duitstalige landen van Europa. In de meeste West-Europese landen, waaronder Nederland en België heeft het nationaal-liberalisme geen rol van betekenis gespeeld; een uitzondering geldt hier voor het Verenigd Koninkrijk waar het nationaal-liberalisme in de jaren dertig van de twintigste eeuw opgang maakte. In Oost-Europa domineerde het nationaal-liberalisme de politiek van Roemenië in de negentiende en begin twintigste eeuw.

## Kenmerken (historisch)
Het nationaal-liberalisme legde net als het conservatief-liberalisme in de negentiende eeuw sterk de nadruk constitutionalisme, nationale tradities, nationalisme, een groot leger en een kleine overheid. Het onderscheidde zich echter van het conservatief-liberalisme omdat het een grotere rol van de overheid in het economisch leven. Hoewel marktgeoriënteerd wees het nationaal-liberalisme de laissez faire economie van de school van Manchester van de hand en was voorstander van het bevoordelen van de eigen industrie en binnenlandse handel, importheffingen en financiële ondersteuning van overheidswege voor beginnende industrieën. Kortom, men wees de vrijhandel van de hand en bepleitte een zekere mate van protectionisme. Anders dan conservatief-liberalen waren nationaal-liberalen voorstanders van een autoritaire regering, wat in Duitsland bleek uit de steun die de nationaal-liberale partij daar verleende aan de regering van Otto von Bismarck.
In Cisleithanië, het Duitstalige deel van Oostenrijk-Hongarije, waren veel aanhangers van de Groot-Duitse richting aanhangers van het nationaal-liberalisme. Hier was nationaal-liberalisme het synoniem voor Duits-nationalisme.
In Roemenië, waar de nationaal-liberale partij in de negentiende en begin twintigste eeuw het politieke leven domineerde, waren de nationaal-liberalen voorstanders van een Groot-Roemenië. De partij steunde de overgang van een landbouwstaat naar een geïndustrialiseerde samenleving, ook al behoorde een aanzienlijk deel van de achterban tot de adel (bojaren).
In het Verenigd Koninkrijk waren de liberalen traditioneel gezien groot voorstander van de vrijhandel. De conservatieven, de traditionele tegenstanders van de liberalen, waren protectionistisch. Toen de conservatieven in 1931 een nationale regering vormden die een einde maakte aan de vrije handel bleek een aantal liberalen bereid om de regering te steunen en vormden de Liberal National Party die in de loop van haar bestaan steeds nauwer ging samenwerken met de Conservative Party. In 1968 gingen de nationaal-liberalen op in de Conservative Party. Hier dient echter te worden opgemerkt dat de nationaal-liberalen in het Verenigd Koninkrijk alleen om praktische redenen kozen voor het protectionisme, niet om ideologische redenen.

## Kenmerken (modern)
Tegenwoordig is het nationaal-liberalisme een marginaal verschijnsel. In Duitsland zijn enkele nationaal-liberalen actief binnen de Freie Demokratische Partei (FDP) en vormen daar de uiterst rechtse vleugel van die partij. In Oostenrijk worden gematigde elementen binnen de extreemrechtse Freiheitliche Partei Österreichs (FPÖ) omschreven als nationaal-liberaal. Zij onderscheiden zich positief van de Duits-nationalisten binnen deze partij. Ook de Bündnis Zukunft Österreich (BZÖ), een (gematigde) afsplitsing van de FPÖ is nationaal-liberaal.
Wat opvalt aan het moderne nationaal-liberalisme is dat de verschillen met het conservatief-liberalisme verwaarloosbaar zijn geworden. In een aantal gevallen heeft het nationaal-liberalisme het conservatief-liberalisme "rechts" ingehaald (immigratie, euroscepsis etc.).

## Nationaal-liberale partijen
- 1866-1918: Nationalliberale Partei (Duitsland)
- 1924-1926: Nationalliberale Reichspartei (Duitsland)
- 1918-1933: Deutsche Volkspartei (Duitsland)
- ca. 1855-1888: Deutschliberale Partei (Oostenrijk)
- 1919-1934: Landbund (Oostenrijk)
- 1920-1934: Großdeutsche Volkspartei (Oostenrijk)
- 1949-1956: Verband der Unabhängigen (Oostenrijk)
- 1956-heden: Freiheitliche Partei Österreichs (Oostenrijk)
- 2005-heden: Bündnis Zukunft Österreich (Oostenrijk)
- 1875-heden: Nationaal-Liberale Partij (Roemenië)
- 1931-1968: National Liberal Party (Verenigd Koninkrijk)